# ألميتيفسك
ألميتيفسك (بالروسية: Альметьевск) هي إحدى مدن روسيا في الكيان الفدرالي الروسي تتارستان.